# Boechera paddoensis
Boechera paddoensis là một loài thực vật có hoa trong họ Cải. Loài này được (Rollins) Windham & Al-Shehbaz mô tả khoa học đầu tiên năm 2007.